# Лета (океанида)
Ле́та — персонаж древнегреческой мифологии, океанида. Сёстры-океаниды: Асия, Гесиона, Диона, Дорида, Каллироя, Климена, Клития, Клония, Метида, Озомена, Плейона, Персеида, Стикс, Тихе, Филира, Эвринома и Электра.
Отец Леты — титан Океан. В честь Леты названа река в царстве мёртвых.

Матерью Леты (Забвения) Гесиод называет Эриду.